# Råtorpskyrkan
Råtorpskyrkan är en kyrka som tillhör Karlstads domkyrkoförsamling i Karlstads stift.

## Kyrkobyggnaden
Kyrkan var tidigare ett ordenshus för IOGT. Åren 1950-1951 flyttades den från Klara till sin nuvarande plats i Råtorp. 1966 byggdes den om till kyrka.

## Orgel
Orgeln är byggd 1970 av Grönlunds orgelbyggeri och är mekanisk. Den har 7 stämmor.
| Huvudverk I   | Svällverk II | Pedal   | Koppel |
| Gedackt 8’    | Subbas 16’   | Man/Ped |        |
| Principal 4’  |              |         |        |
| Rörflöjt 4’   |              |         |        |
| Waldflöjt 2’  |              |         |        |
| Cymbel 2 chor |              |         |        |
| Dulcian 8’    |              |         |        |